# Лука Кастелаци
Лука Кастелаци (на италиански: Luca Castellazzi) е италиански футболен вратар.